# Viola escarapela
Viola escarapela är en violväxtart som beskrevs av J. M. Watson och A. R. Flores. Viola escarapela ingår i släktet violer, och familjen violväxter. Inga underarter finns listade i Catalogue of Life.